# Украјина на Светском првенству у атлетици у дворани 2022.
Украјина је учествовала на 18. Светском првенству у атлетици у дворани 2022. одржаном у Београду од 18. до 20. марта четрнаести пут, односно учествовала је под данашњим именом на свим првенствима од 1993. до данас. Репрезентацију Украјине представљало је 6 такмичарки које су се такмичиле у 6 дисциплина.,
На овом првенству Украјина је по броју освојених медаља делила 6 место са 2 освојене медаље (1 златна и 1 сребрна).
У табели успешности према броју и пласману такмичара који су учествовали у финалним такмичењима (првих 8 такмичара) Украјина је са 5 учесника у финалу заузела 13. место са 27 бодова.
| Плас. | Земља    | 1. место | 2. место | 3. место | 4. место | 5. место | 6. место | 7. место | 8. место | Бр. финал. | Бод. |
| ----- | -------- | -------- | -------- | -------- | -------- | -------- | -------- | -------- | -------- | ---------- | ---- |
| 13.   | Украјина | 1        | 1        | 0        | 1        | 1        | 1        | 0        | 0        | 5          | 27   |

## Учесници
Жене:
- Ана Платицина — 60 м препоне
- Јарослава Махучих — Скок увис
- Ирина Герашченко — Скок увис
- Јана Хладичук — Скок мотком
- Марина Бех-Романчук — Скок удаљ, Троскок
- Јулија Лобан — Петобој

## Освајачи медаља (2)

### Злато (1)
- Јарослава Махучих — Скок увис

### Сребро (1)
- Марина Бех-Романчук — Троскок

## Резултати

### Жене
| Атлетичарка         | Дисциплина   | Лични рекорд | Квалификације | Квалификације | Полуфинале | Полуфинале | Финале                | Финале       | Детаљи |
| Атлетичарка         | Дисциплина   | Лични рекорд | Резултат      | Место         | Резултат   | Место      | Резултат              | Место        | Детаљи |
| ------------------- | ------------ | ------------ | ------------- | ------------- | ---------- | ---------- | --------------------- | ------------ | ------ |
| Ана Платицина       | 60 м препоне | 7,92 НР      | 8,17(.169) кв | 4. у гр. 6    | 8,22(.213) | 8. у гр. 2 | Није се квалификовала | 23 / 41 (45) |        |
| Јарослава Махучих   | Скок увис    | 2,06         |               |               |            |            | 2,02 СРС, ЛРС         |              |        |
| Ирина Герашченко    | Скок увис    | 1,99 о       | 1,92          | 5 / 12        |            |            |                       |              |        |
| Јана Хладичук       | Скок мотком  | 4,61         | 4,60 ЛРС      | 4 / 11        |            |            |                       |              |        |
| Марина Бех-Романчук | скок удаљ    | 6,96         | 6,73 ЛРС      | 6 / 14 (15)   |            |            |                       |              |        |
| Марина Бех-Романчук | Троскок      | 14,34        | 14,74 ЛР      |               |            |            |                       |              |        |

#### Петобој
| Дисциплина   | Јулија Лобан | Јулија Лобан | Јулија Лобан | Јулија Лобан | Јулија Лобан | Јулија Лобан |
| Дисциплина   | Лич. рек.    | Резултат     | Бод.         | Плас.        | Укупно       | Плас.        |
| ------------ | ------------ | ------------ | ------------ | ------------ | ------------ | ------------ |
| 60 м препоне | 8,42         | 8,61         | 993          | 10.          | 993          | 10.          |
| Скок увис    | 1,78         | 1,74         | 903          | 10.          | 1.896        | 11.          |
| Бацање кугле | 15,50        | 13,48        | 759          | 4.           | 2.655        | 10.          |
| Скок удаљ    | 6,09         | 5,71         | 762          | 11.          | 3.417        | 11.          |
| 800 м        | 2:19,22      | 2:23,64      | 775          | 10.          | 4.192        | 10.          |
| Петобој      | 4.482        |              |              |              | 4.192        | 10 / 10 (12) |